# Revolução Ramadã
A Revolução Ramadã ou Ramadão, também referida como a Revolução de 8 de Fevereiro ou Golpe de Estado de Fevereiro de 1963, foi um golpe de Estado orquestrado por militares iraquianos que resultou na ascensão ao poder do Partido Baath e no derrube do regime do primeiro-ministro do Iraque, brigadeiro-general Abd al-Karim Qasim, em 1963. O general Ahmed Hassan al-Bakr tornou-se o novo primeiro-ministro e o coronel Abdul Salam Arif tornou-se presidente. A mais poderosa figura do novo regime iraquiano era o secretário-geral do Partido Baath, Ali Salih al-Sa'di, que controlava a Guarda Nacional e que, após a instauração do novo regime, organizou uma campanha que levou à morte de milhares de membros do Partido Comunista Iraquiano e de outros opositores.

## Alegada interferência americana
Apesar de provavelmente não ter orquestrado o golpe de estado, a reacção do administração americana foi de satisfação com o derrube do governo de Qasim, tendo aprovado um acordo de 55 milhões de dólares em armamento para o novo governo iraquiano. O presidente John F. Kennedy foi informado por Robert Komer que esta revolta era uma vitória para os interesses americanos, ao consideram o Partido Baath como um movimento anti-comunista com ligações ao Exército.

## Interferência soviética
A reacção da União Soviética foi bastante negativa, com os soviéticos a apoiarem os curdos iraquianos no seu conflito contra o novo governo iraquiano e procurando instigar uma rebelião contra o novo regime baathista.